# Bucin (Joseni), Harghita
Bucin (maghiară Bucsin) este un sat în comuna Joseni din județul Harghita, Transilvania, România. Se află în partea de vest a județului, în Depresiunea Giurgeu.